# Ortogonalnosti u matematici
Ortogonalnost je jedan od najfrekventnijih pojmova u raznim oblastima matematike. Skoro da nema oblasti u kojoj se “ortogonalnost” ne pojavljuje kao određena relacija u skupu svih objekata određene vrste. Ovde je, naravno, nemoguće  pomenuti sve definicije i sva tvrđenja u matematici u kojima se koriste pridevi “ortogonalan-a”. Pomenućemo samo neke definicije.
U svim geometrijama počevši od euklidske geometrije, analitičke geometrije, diferencijabilne geometrije do Rimanovih mnogostrukosti ortogonalnost vektora je standardan pojam, bez koga možda i ne bi bilo tih geometrija.
Osnovne trigonometrijske funkcije su definisane preko ortogonalnosti (koristeći pravougli trougao), pa se cela trigonometrija oslanja na na te definicije.	
U matematičkoj analizi su standardne teme: ortogonalni nizovi, ortogonalni polinomi, ortogonalni metod pri približnom rešavanju diferencijalnih jednačina, Furijeova analiza sva bazira na pojmu ortogonalnosti vektora u euklidskom prostoru.
U funkcionalnoj analizi, posebno u Hilbertovim prostorima: ortogonalna razlaganja, Gram-Šmitov postupak ortogonalizacije, projektivni operatori, razni ortonormirani sistemi nizova (Harov, Rademaherov, Franklinov itd.), najbolje aproksimacije, čak u neeuklidskim prostorima, u metričkim prostorima definisane su pomoću pojma optimalnosti itd.
U algebri postoje: ortogonalne matrice, ortogonalne grupe, ortogonalno preslikavanje, ortogonalni automorfizam itd.

## Pojam ortogonalnosti
Reč “ortogonalan” potiče od grčkog prefiksa orto (“orthos”- prav, pravi, ispravan, pravilan, upravan) i grčke reči gonia (“gonia“-ugao). Ortogon je pravougaonik. Otuda su kod nas ustaljene reči: ortocentar, ortografija-pravilno pisanje, ortodoksan-pravoveran, pravilan; ortopedija-lečenje iskrivljenosti kičme i td.
U savremenoj terminologiji, na našem jeziku a i na stranim jezicima, imamo više termina za pojam ortogonalnosti dva vektora: “vektor gradi prav ugao sa vektorom ”, ”vektor   je ortogonalan na vektor  ”, “vektor   je upravan na vektor  ”,  “vektor   je vertikalan na vektor  ” i td.
Vertikalnost prema tlu (uspravnost) i zemljina teža mogu se gledati kao osnovne karakteristike orijentacije u prostoru, svih živih biča (čoveka, životinje, biljke). Dakle, čovek je verovatno spoznao vertikalnost prema tlu, mnogo ranije nego je imao potrebu da koristi pojam pravog ugla. 

## Istorijski osvrt
A pojam pravog ugla je prisutan u najstarijim civilizacijama. Na primer, zapisano je da su, sredinom prvog milenijuma p.n.e. Indusi imali uputstva za konstruisanje kvadrata i pravougaonika. Veruje se da su drevni Vavilonci znali Pitagorinu teoremu, pre Pitagore. A pouzdano se zna da je tu teoremu dokazao sam Pitagora. Koliki je značaj te teoreme za razvoj razvoj matematike. Jedan Pitagorin učenik je ustanovio nesamerljivost stranice kvadrata i njegove dijagonale. Tako je ustanovljeno da skup dužina duži širi od skupa nenegativnih racionalnih brojeva. To je potaklo matematičare da kompletiraju skup racionalnih brojeva, odnosno da definišu skup realnih brojeva, na kome izgrađena celokupna zgrada matematike. 

## Ortogonalnost kao optimalnost
Pravi smisao pojma ortogonalnosti je viši pojam od  pojma pravog ugla. Naime, osnovni smisao ortogonalnosti jeste da se njome izražava određena optimalnost. Obično se u nastavi taj smisao ne ističe, već se govori samo o pravom uglu, što nije dobro. U stvari, ta optimalnost u prostoru se iskazuje sledećim tvrđenjem (vidi sliku):
x
Najjednostavnije rečeno, kateta nije veća od hipotenuze. Ova osobina je omogućila američkom matematičaru Birkofu da 1934. definiše ortogonalnost vektora u normiranim prostorima, u kojima nemamo skalarni proizvod. Do tada je ortogonalnost bila prisutna samo u Hilbertovim prostorima. Osim toga, na ovom tvrđenju je napravljena veoma plodna oblast matematike-teorija najboljih aproksimacija.